# 国際民間航空についての不法な行為の防止に関する条約
国際民間航空についての不法な行為の防止に関する条約（こくさいみんかんこうくうについてのふほうなこういのぼうしにかんするじょうやく、英語: Convention on the Suppression of Unlawful Acts Relating to International Civil Aviation）は、民間航空機に対するテロ行為に関する多国間条約である。
略称として作成地の名称から北京条約（英語: Beijing Convention）とも呼ばれる。

## 北京条約 (2010)
北京条約は、北京で開催された「航空安全に関する外交会議」（英語: Diplomatic Conference on Aviation Security）において2010年9月10日に作成された。
本条約は「民間航空の安全に対する不法な行為の防止に関する条約」（通称モントリオール条約）に条約上の犯罪を追加し、最近のテロ防止関連条約に共通に取り入れられている規定を導入する新条約である。
なお、締約国数が22を超えた時に効力が発生するが、2015年9月20日現在で締約国数は11であり効力は発生していない。日本は未締結。
なお同じ会議で同じ2010年9月10日に航空機の不法な奪取の防止に関する条約の追加議定書、通称で北京議定書も作成された。